# پایگاه نیروی هوایی گرنیر
پایگاه نیروی هوایی گرنیر (به انگلیسی: Grenier Air Force Base) یک فرودگاه پایگاه نیروی هوایی است . این فرودگاه در کشور انگلستان قرار دارد .